# 35

35(삼십오)는 34보다 크고 36보다 작은 자연수다.

## 수학
- 합성수로, 그 약수는 1, 5, 7, 35다. 진약수의 합은 13이므로, 35는 부족수다.
  - 13번째 반소수다. 앞의 반소수는 34, 다음 반소수는 38이다.
- 5번째 오각수다. 앞의 오각수는 22, 다음 오각수는 51이다.
- 4번째 오포체수다. 앞의 오포체수는 15, 다음은 70이다.
- {\displaystyle 35=5\times 7}
  - 연속하는 두 홀수의 곱으로 나타낼 수 있는 수다. 이 성질을 지닌 앞의 수는 15, 다음 수는 63이다.
  - 연속하는 두 소수(素數)의 곱으로 나타낼 수 있는 수다. 이 성질을 지닌 앞의 수는 15, 다음 수는 77이다.
- {\displaystyle 35=1^{2}+3^{2}+5^{2}}
  - 5번째 사면체수로, 처음 세 홀수(1, 3, 5)의 제곱합이다. 앞의 사면체수는 20, 다음은 56이다.
  - 연속하는 세 홀수의 제곱합으로 나타낼 수 있는 가장 작은 수이며, 이 성질을 지닌 다음 수는 83이다.
- {\displaystyle 35=2^{3}+3^{3}}
  - 연속하는 두 자연수의 세제곱합으로 나타낼 수 있는 수다. 이 성질을 지닌 앞의 수는 9, 다음 수는 91이다.
  - 연속하는 두 소수(素數)의 세제곱합으로 나타낼 수 있는 가장 작은 수이며, 이 성질을 지닌 다음 수는 152이다.

## 과학
- 브로민(Br)의 원자번호.
- NGC 35: 고래자리 방향에 있는 나선은하.

## 교통
- 고속도로
  - 대한민국 35번 고속도로: 중부고속도로와 통영대전고속도로의 노선 번호. 두 노선은 같은 노선으로 취급하기도 한다.
  - 주간고속도로 제35호선: 텍사스주 러레이도에서 미네소타주 덜루스까지 이어지는 미국의 주간고속도로.
  - 유럽 고속도로 35호선: 네덜란드의 암스테르담에서 이탈리아 로마까지 이어지는 유럽 고속도로.
- 국도 제35호선
  - 대한민국 35번 국도: 부산광역시 북구 덕천동에서 강원특별자치도 강릉시 옥천동까지 이어지는 대한민국의 국도.
  - 일본 35번 국도: 사가현 다케오시에서 나가사키현 사세보시까지 이어지는 일본의 국도.
- 기타 도로
  - 현도 제35호선

## 군사
- U-35: 독일의 군용 잠수함. 제1차 세계 대전에 사용된 1914년제 모델(영어판)과 제2차 세계 대전에 사용된 1936년제 모델(영어판)이 있다.

## 나이 (만 35세)
- 미국 대통령의 나이 하한.

## 문화유산
- 대한민국의 국보 제35호: 구례 화엄사 사사자 삼층석탑
- 대한민국의 보물 제35호: 남원 실상사 석등

## 방송
- 스카이라이프와 수도권 지역 B tv의 NS샵플러스 채널 번호, B tv의 비수도권 지역 현대홈쇼핑플러스샵 채널 번호.
- 지니 TV의 KBS 드라마 채널 번호.
- U+ TV의 MBC 드라마넷 채널 번호.
- B tv 케이블의 CJ온스타일플러스 채널 번호.

## 스포츠
- 한화 이글스의 장종훈의 현역시절 번호로, 영구 결번 처리되었다.
- KBO 리그에서 국민 우익수로 불리고 있는 LG 트윈스 이진영의 등번호다.

## 기타
- 날짜: 3월 5일
- 연도: 35년, 기원전 35년
- 중학교에서도 단축 수업을 할 때 단위 수업 시간이 35분으로 감축되기도 한다.
- 모차르트는 만 35세에 사망하였다.
- 하키의 경기 시간은 전·후반 35분씩이다.
- 크레용 신짱의 등장인물 노하라 히로시(신형만)의 나이가 35세이다.